# Тріатлон на літніх Олімпійських іграх 2008
Змагання з тріатлону на літніх Олімпійських іграх 2008 у Пекіні проходили два дні на трасі Водосховища гробниці Мін. 18 серпня змагалися жінки, а 19 — чоловіки. Дистанція складалася з 1,5 км плавання, 40 км велосипедних перегонів і біг на 10 км. Велосипедний етап складався з шести кіл по 6, 66 кожний, а біг — з чотирьох кіл по 2,5 км кожне.

## Розклад

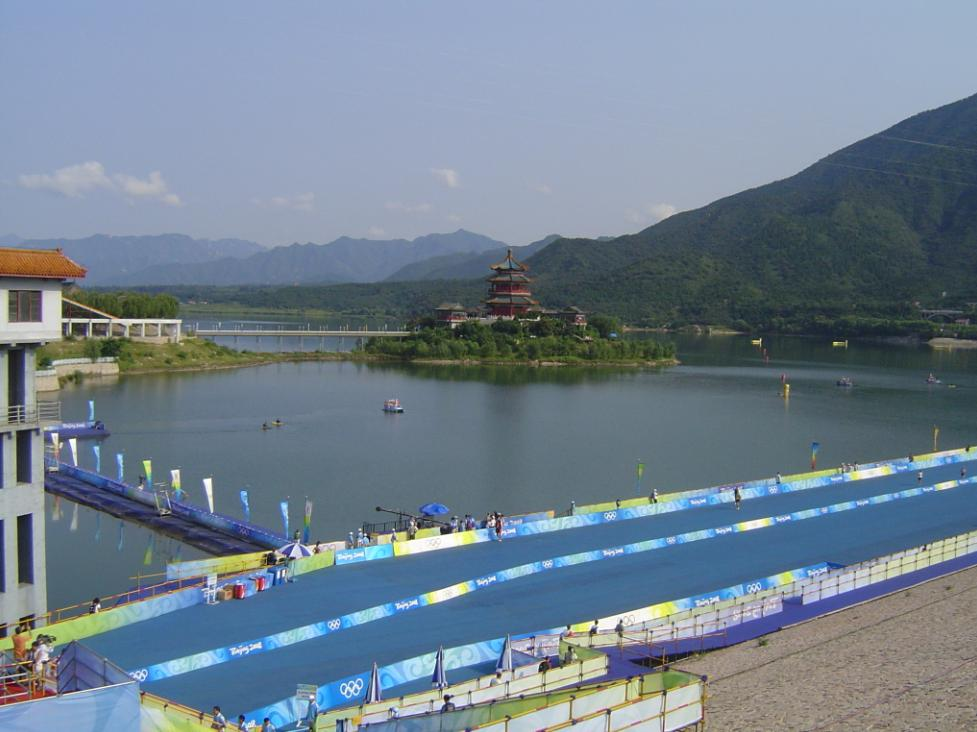

Спортивні змагання відбувалися за офіційним часом у Китайській Народній Республіці (UTC+8).
| Змагання         | Дата      | Час старту |
| ---------------- | --------- | ---------- |
| Жіночий турнір   | 18 серпня | 10:00      |
| Чоловічий турнір | 19 серпня | 10:00      |

## Учасники
В олімпійському турнірі з тріатлону взяли участь 110 спортсменів (55 жінок і 55 чоловіків). Жінки представляли 30 держав, а чоловіки — 31.
| - Австралія (5) - Австрія (4) - Бельгія (2) - Бермуди (1) - Бразилія (3) - Канада (6) - Чилі (1) - Китай (3) - Чехія (3) - Данія (1) - Естонія (1) - Франція (5) - Німеччина (6) - Велика Британія (5) - Греція (1) - Гонконг (2) - Угорщина (2) - Ірландія (1) - Італія (4) - Японія (5) - Казахстан (1) - Люксембург (2) - Мексика (2) - Нідерланди (2) - Нова Зеландія (6) - Польща (3) - Португалія (3) - Росія (5) - Словаччина (1) - ПАР (2) - Іспанія (4) - Швеція (1) - Швейцарія (6) - Сирія (1) - Україна (3) - США (6) - Зімбабве (1) |

## Найкращі результати
Десять найкращих результатів жіночого турніру:
| Місце | Номер | Тріатлет                | Плавання | Велоперегони | Біг   | Сума       | Відрив   |
| ----- | ----- | ----------------------- | -------- | ------------ | ----- | ---------- | -------- |
| 1     | 34    | Емма Сноусілл (AUS)     | 19:51    | 1:04:20      | 33:17 | 1:58:27.66 | —        |
| 2     | 54    | Ванесса Фернандеш (POR) | 19:53    | 1:04:18      | 34:21 | 1:59:34.63 | +1:06.97 |
| 3     | 33    | Емма Моффатт (AUS)      | 19:55    | 1:04:12      | 34:46 | 1:59:55.84 | +1:28.18 |
| 4     | 40    | Лора Беннетт (USA)      | 19:49    | 1:04:23      | 35:10 | 2:00:21.54 | +1:53.88 |
| 5     | 15    | Юрі Іде (JPN)           | 19:50    | 1:04:24      | 35:05 | 2:00:23.77 | +1:56.11 |
| 6     | 8     | Нікола Шпіріг (SUI)     | 20:17    | 1:03:54      | 35:20 | 2:00:30.48 | +2:02.82 |
| 7     | 7     | Данієла Ріф (SUI)       | 19:56    | 1:04:17      | 35:31 | 2:00:40.20 | +2:12.54 |
| 8     | 25    | Андреа Г'юїтт (NZL)     | 19:54    | 1:04:15      | 35:38 | 2:00:45.99 | +2:18.33 |
| 9     | 16    | Кійомі Нівата (JPN)     | 19:56    | 1:04:14      | 35:36 | 2:00:51.85 | +2:24.19 |
| 10    | 26    | Деббі Таннер (NZL)      | 19:57    | 1:04:17      | 35:54 | 2:01:06.92 | +2:39.26 |

Десять найкращих результатів чоловічого турніру:
| Місце | Номер | Тріатлет               | Плавання | Велоперегони | Біг   | Сума       | Відрив   |
| ----- | ----- | ---------------------- | -------- | ------------ | ----- | ---------- | -------- |
| 1     | 32    | Ян Фродено (GER)       | 18:14    | 59:01        | 30:46 | 1:48:53.28 | —        |
| 2     | 16    | Саймон Вітфілд (CAN)   | 18:18    | 58:56        | 30:48 | 1:48:58.47 | +5.19    |
| 3     | 27    | Бівен Докерті (NZL)    | 18:23    | 58:51        | 30:57 | 1:49:05.59 | +12.31   |
| 4     | 30    | Хав'єр Гомес (ESP)     | 18:08    | 59:06        | 31:03 | 1:49:13.92 | +20.64   |
| 5     | 31    | Іван Ранья (ESP)       | 18:22    | 58:52        | 31:14 | 1:49:22.03 | +28.75   |
| 6     | 34    | Данієль Унгер (GER)    | 18:25    | 58:49        | 31:35 | 1:49:43.78 | +50.50   |
| 7     | 21    | Гантер Кемпер (USA)    | 18:04    | 59:06        | 31:40 | 1:49:48.75 | +55.47   |
| 8     | 41    | Расмус Геннінг (DEN)   | 18:18    | 58:57        | 31:48 | 1:49:57.47 | +1:04.19 |
| 9     | 26    | Ігор Сисоєв (RUS)      | 18:02    | 59:15        | 31:41 | 1:49:59.38 | +1:06.10 |
| 10    | 38    | Фредерік Белобре (FRA) | 18:03    | 59:11        | 31:48 | 1:50:00.30 | +1:07.02 |

## Медальний залік
| Місце  | Країна              | Золото | Срібло | Бронза | Загалом |
| ------ | ------------------- | ------ | ------ | ------ | ------- |
| 1      | Австралія (AUS)     | 1      | 0      | 1      | 2       |
| 2      | Німеччина (GER)     | 1      | 0      | 0      | 1       |
| 3      | Канада (CAN)        | 0      | 1      | 0      | 1       |
| 3      | Португалія (POR)    | 0      | 1      | 0      | 1       |
| 5      | Нова Зеландія (NZL) | 0      | 0      | 1      | 1       |
|        |                     |        |        |        |         |
| Всього | Всього              | 2      | 2      | 2      | 6       |

З моменту включення тріатлону до програми літніх Олімпійських ігор:
| Місце               | Країна              | Золото | Срібло | Бронза | Загалом |
| ------------------- | ------------------- | ------ | ------ | ------ | ------- |
| 1                   | Австралія (AUS)     | 1      | 1      | 1      | 3       |
| 1                   | Нова Зеландія (NZL) | 1      | 1      | 1      | 3       |
| 3                   | Австрія (AUT)       | 1      | 1      | 0      | 2       |
| 3                   | Канада (CAN)        | 1      | 1      | 0      | 2       |
| 3                   | Німеччина (GER)     | 1      | 1      | 0      | 2       |
| 6                   | Швейцарія (SUI)     | 1      | 0      | 2      | 3       |
| 7                   | Португалія (POR)    | 0      | 1      | 0      | 1       |
| 8                   | США (USA)           | 0      | 0      | 1      | 1       |
| 8                   | Чехія (CZE)         | 0      | 0      | 1      | 1       |
| Загалом (9 збірних) | Загалом (9 збірних) | 6      | 6      | 6      | 18      |

## Виноски
- a  China achieved qualification for the women's event through the ITU Olympic Qualification Ranking, therefore the host nation's Olympic place was given to another best placed athlete in the ITU Olympic Qualification Rankings;
- b  Oceanian NOCs did not qualify any eligible male and female competitors through the Continental Olympic Ranking; the same situation was verified with African NOCs for the women's event. Thus, each of these qualification places were given to the next best placed athletes in the ITU Olympic Qualification Rankings;
- c  Flora Duffy would qualify through her place in the ITU Olympic Qualification Ranking. Since she received an invitation from the tripartite commission, her slot was given to the next best placed athlete in the ITU Olympic Qualification Rankings.